# Chaude journée à L.A.
Pour plus de détails, voir Fiche technique et Distribution.
Chaude journée à L.A. (Hugo Pool ou Pool Girl) est un film américain réalisé par Robert Downey Sr., sorti en 1997

## Synopsis
Hugo Dugay (Alyssa Milano) travaille dans le nettoyage de piscines de riches propriétaires de villas à Los Angeles. À la tête de sa propre société appelée Hugo Pool, elle a des journées bien chargées et souvent mouvementées par ses parents Henry Dugay (Malcolm McDowell), alcoolique, et Minerva Dugay (Cathy Moriarty), accro aux jeux, qui lui donnent un coup de main, ainsi que par certains de ses clients parfois excentriques tels que Franz Mazur (Robert Downey Jr.), producteur de films, et Chick Chicalini, mafioso. Sa vie prend cependant une autre tournure lorsqu'elle rencontre Floyd Gaylen (Patrick Dempsey), un de ses clients atteint de SLA.

## Fiche technique
- Réalisation : Robert Downey Sr.
- Scénario : Robert Downey Sr. et Laura Ernst
- Musique originale : Danilo Pérez
- Photographie : Joseph Montgomery
- Montage : Joe D'Augustine
- Production : Barbara Ligeti
- Pays :  États-Unis
- Langue : Anglais
- Date de sortie : 
  - États-Unis et Canada : 12 décembre 1997

## Distribution
- Alyssa Milano (VF : Nathalie Spitzer) : Hugo Dugay
- Mark Boone Junior : le fournisseur en produits d'entretien
- Malcolm McDowell (VF : Jean-Pierre Leroux) : Henry Dugay
- Sean Penn (VF : Emmanuel Karsen) : l'étrange auto-stoppeur
- Robert Downey Jr. (VF : Cyrille Artaux) : Franz Mazur
- Cathy Moriarty (VF : Denise Metmer) : Minerva Dugay
- Patrick Dempsey (VF : Serge Faliu) : Floyd Gaylen
- Bert Remsen : le vieil homme triste
- Richard Lewis (VF : Patrick Osmond) : Chick Chicalini
- Ann Magnuson : la noyée